# 瑞安·怀特
瑞安·韋恩·懷特（英語：Ryan Wayne White，1971年12月6日—1990年4月8日）是一位出生在美國印第安纳州科科莫鎮的青少年，同時他也是美國抗擊艾滋病的標誌人物。瑞安·懷特是一名血友病患者，1984年12月在一次接受輸血治療的過程中，由於輸入了受污染的血液而感染了艾滋病。醫生當時診斷他可能活不過六個月。雖然醫生確認瑞安·懷特不會通過日常生活將艾滋病毒感染給其他人，但是由於當時公眾對艾滋病的恐懼和不瞭解，懷特所在的學校在家長的壓力下拒絕其返校 。瑞安·懷特因此起訴學校，隨後展開了一個漫長的司法訴訟過程。在媒體的報導下，懷特成為了美國抗擊艾滋病和消除艾滋病歧視的標誌性人物。他經常與艾爾頓·約翰爵士、迈克尔·杰克逊、菲尔·唐纳修共同出席媒體活動。出乎醫生的預估，瑞安·懷特在感染艾滋病之後存活了五年，直到他高中畢業前一個月（1990年4月）才離開人世。
在懷特之前，艾滋病是一種被認為在男同性戀族群中流行的疾病。但是瑞安·懷特、魔术师约翰逊、雷氏兄弟（Ray brothers）、金伯利·伯格里斯（Kimberly Bergalis）等病例的出現，促使公眾改變了這個法案。媒體也已因此呼籲加強艾滋病的研究和公眾教育，以應對艾滋病感染。在懷特去世之後，美國國會通過了一項重要的艾滋病法案，瑞安·怀特保健法（Ryan White Care Act）。瑞安·懷特健保法案是美國最大的針對艾滋病患者及攜帶者的免費治療法案。

## 具体事迹

### 感染
瑞安·怀特于科科莫镇的圣约瑟夫医院（St. Joseph Memorial Hospital）出生。他是简安妮·伊莱妮·哈尔（Jeanne Elaine Hale）和胡伯特·维恩·怀特（Hubert Wayne White）的儿子。他出生时做了环切手术并流血不止。他出生三天后，医生诊断他患有严重的A型血友病。血友病是一种遗传性的与X染色体有关的血液凝结异常，很小的伤口也会导致严重的流血。为了治疗血友病，他每周都接受输血以获得VIII因子（FVIII），这是一种由非血友病患者的血浆合并制作而成的血液制品，接受FVIII输血也是一种在当时逐渐流行的血友病疗法。
怀特在1984年12月表现出严重的肺炎症状，尽管他之前很长一段时间都表现得很健康。1984年12月17日，在一场部分肺切除手术中，怀特被诊断出患有艾滋病。当时的科学界对艾滋病知之甚少，科学家们只是在当年发现了艾滋病是由HTLV-III（现在称作HIV）引起的。显然怀特接受了受HIV污染了的FVIII输血，但是他具体是什么时候被感染的直到现在都是未知之谜。在当时，由于这种逆转录病毒（即HIV）只是刚刚被认定为艾滋病毒，医生们不知道如何检测这种病毒，献血者既不知道他们自己感染了艾滋病，也不知道血液是病毒传播的一个途径，因此医院提供的FVIII合并浓缩液中有许多都受到HIV污染。1979至1984年间接受了凝血因子治疗的血友病患者中有接近90%都感染了HIV。怀特受诊断时，他的T细胞数已经减少到了25（健康的未感染HIV的人应有的数目是大约500-1200）。医生们预测怀特只能再活六个月了。
在诊断之后，怀特由于健康状况过差无法继续上学，但到1985年初他感觉身体情况有好转。怀特的母亲询问学校他是否能继续学习，但学校官员拒绝了她。1985年6月30日，正式的复学请求被西部学校（Western School Corporation）的主管詹姆斯·O·史密斯（James O. Smith）拒绝了，这引起了一场长达八个月的法庭对峙。

### 抗争
路西亚维尔（Russiaville, Indiana）的西部中学遭到了来自许多家长和教员的压力，他们在怀特的病情诊断被公开之后要求禁止他进入校园。共117名家长（来自全校共360个学生的家庭）和50名教师共同签署了要求学校领导禁止怀特入学的请愿书。由于当时对艾滋病有广泛的恐惧和无知，校长及之后的学校董事会屈从于压力并且禁止了怀特入学。怀特的家人提起了诉讼以寻求推翻禁令。他们一开始向印第安纳波利斯的地方法院提起了诉讼。但在他们提出行政上诉之前，法庭拒绝处理此案件。11月25日，一位来自印第安纳教育部的官员裁定学校必须遵从印第安纳卫生局的指导，让怀特重返学校。
20世纪80年代，人们还没有完全了解HIV的传播方式。当时的科学家认识到HIV能通过血液传播并且不会通过一般的接触传播，但就在1983年，美国医学协会认为“证据表明日常的接触可能会传染艾滋病”，艾滋病会很容易传染的观念根深蒂固。当时患有艾滋病的儿童还很罕见，疾控中心仅知道美国境内有148例儿科的艾滋病。科科莫的许多家庭认为怀特的存在会造成不可接受的风险。1986年2月，当怀特被允许重返学校一天时，360名学生中有151名没来上学。怀特还是一名报童。在他送递范围内的许多人取消了报纸的订阅，他们认为艾滋病可能会通过报纸传播。
印第安纳州的健康专员伍德罗·迈尔斯博士（Dr. Woodrow Myers）在治疗圣弗朗西斯科的艾滋病人的过程中，掌握了大量经验。他和疾控中心同时通告学校董事会怀特对其他学生不会产生任何威胁，但学校董事会和许多家长无视了他们的声明。1986年2月，《新英格兰医学杂志》刊登了一份调查，调查者对101名与艾滋病人共同密切居住达三个月（未发生性接触）的实验者进行了观察。他们得出了结论：即使与艾滋病人共用牙刷、剃须刀、服装、梳子、水杯，与艾滋病人睡在同一张床上，或者拥抱、接吻，健康人被感染的风险仍然“几乎不存在”。
4月，怀特最终被允许重新上课，于是一些家庭让他们的孩子退学并选择另外的学校。暴力和诉讼的威胁持续着。怀特的母亲说，怀特走在街上时，时常有人向他吼道：“你这个基佬！”《科科莫论坛报》的编辑和出版人员在刊物上给予怀特支持，并给怀特的家庭提供一定的资金。他们也因此被人认为是同性恋，并收到了死亡威胁。一些人认为这样的举动既虚伪又自相矛盾，因为反对者们一方面声称怀特一定是因为同性恋行为才感染艾滋病，一方面又坚持说艾滋病可以通过日常接触传播。
怀特在西部高中八年级度过了整个1986-87学年，但他过得十分不开心，几乎没有朋友。学校要求他用一次性餐具吃饭，用独立的浴室，并拒绝了他参加一门体育课的请求。威胁持续着，有人向怀特家客厅的窗户开枪，因此他们最终决定离开科科莫。在学年结束之后，怀特一家搬到了西塞罗（Cicero, Indiana），怀特进入了当地的哈密尔顿高中（Hamilton Heights School Corporation）学习。1987年8月31日，“非常紧张的”怀特受到了校方领导的欢迎，校长托尼·库克（Tony Cook）、学校系统负责人鲍勃·G·卡奈尔（Bob G. Carnal），以及一些了解艾滋病情况的学生们迎接了怀特，学生们也不害怕与怀特握手。

### 巡讲
在频繁的诉讼过程中，瑞恩怀特的名气与日俱增，AIDS作为一种新兴的疾病也逐渐被公众所关注。与此同时，AIDS在媒体报道中出现的频率也急剧上涨。在1985－1987年，短短两年时间里，AIDS在媒体中的曝光率翻了一倍。尽管学校生活并不如意，瑞恩怀特却频繁出现在电视节目和报纸上，向人们讲述他与病魔抗争的故事。作为对抗艾滋病的精神领袖，瑞恩怀特以海报男童的形象再次出现在公众面前，为艾滋病的研究募资，并呼吁人们以理性、平等的态度对待艾滋病患者。怀特也因此与众多出名人物保持交往，如歌手约翰·梅伦坎普（John Mellencamp）， 艾尔顿·约翰（Elton John） 和 迈克尔·杰克逊（Michael Jackson）， 演员马特·弗里沃（Matt Frewer）， 跳水运动员格雷格·洛加尼斯（Greg Louganis）， 罗纳德·里根（Ronald Regan）总统和南希·里根（Nancy Regan），卫生局长埃弗里特·库珀（C. Everett Koop），篮球教练鲍勃·奈特（Bob Knight）和篮球运动员卡里姆·阿卜杜勒·贾巴尔（Kareem Abdul-Jabber）等。他也是艾滋病以及其他疑难疾病患儿的伙伴。
在他的所剩不多的时光里，怀特得到了众多名人的支持和关怀。他频繁出现在菲尔·唐纳修（Phil Donahue）的脱口秀节目中；在《Who’s the boss?》节目中得到了女演员艾莉莎·米兰诺（Alyssa Milano）的吻和一串象征友谊的手镯。艾尔顿·约翰则借给怀特的姐姐简安妮·怀特（Jeanne White）16500美元用以购置房屋，并将还款再次作为大学基金捐赠给简安妮。尽管能够与如此众多的明星建立交往，怀特仍然不乐于暴露在公众视线下，他宁可用所有的名利来换取健康的身体和正常人的生活。
1988年，怀特在艾滋病总统委员会前发表演讲，讲述了他因身患艾滋而在科科莫镇的学校遭受歧视，却在转学到西塞罗的学校后，得到那里学生的善待的故事；而造成这个反差的重要原因，怀特认为，正在于艾滋病知识的普及，而艾滋病教育能够消除人们对艾滋病患者的恐惧、抗拒以及歧视。
1989年，美国广播公司播出了电影《怀特的故事》（The Ryan White Story） ，其中瑞安，简安妮和安德莉亚（怀特的姐姐）分别由卢卡斯·哈斯（Lukas Haas）、朱迪斯·莱特（Judith Light）和妮基·考克斯（Nikki Cox）主演。该影片共吸引了超过一千五百万的观众。
1990年初，怀特的健康状况急转直下。在他最后的公开露面中，他和前总统罗纳德·里根以及第一夫人南希·里根在加利福尼亚举办了一场盛大的高档派对。尽管疾病缠身，怀特依然对里根总统提到了他毕业舞会的时间，和他对大学生活的向往。

### 逝世
1990年3月29日，怀特因为严重的呼吸道感染进入了印第安纳波利斯的赖利儿童医院（Riley Hospital for Children）接受治疗。随着怀特健康状况的进一步恶化，他被安置在通风机中，并使用镇静剂以减少痛苦。艾尔顿·约翰一度探望过他，而他所在的医院则被祝福者们的来电所淹没。怀特最终于1990年4月8日过世。
同年的4月11日，怀特的葬礼在印第安纳波利斯默里迪恩街的第二长老会教堂（Second Presbyterian Church）举行，共计超过1500人参加，站无虚席。由艾尔顿·约翰、豪伊·朗（Howie Long）、菲尔·唐纳修担任怀特的护柩者，另有迈克尔杰克逊和第一夫人芭芭拉·布什等人参加。在葬礼上，艾尔顿·约翰指挥学生们与他一同唱起“天边的鸽子（Skyline Pigeon）”，前总统里根在华盛顿邮报上发文对怀特表达敬意。
怀特葬于西塞罗，离他母亲家不远处的墓地上。但在死后一年，他的坟墓不幸四次被破坏。久而久之，怀特的墓地成为了他的仰慕者们心中的精神圣地。

## 影響
作为美国20世纪80年代到90年代初大量艾滋病患者的代表，瑞恩怀特最重大的贡献之一在于他以自己的亲身经历，改变了公众对艾滋病的看法和对艾滋病患者的歧视。瑞恩怀特和洛克·哈德森（Rock Hudson）是最早出现在美国公众视野中的艾滋病宣传人物。此后，怀特与雷氏兄弟，魔术师约翰逊，亚瑟·阿什（Arthur Ashe），蒂姆·里士满（Tim Richmond），金伯利·贝加里斯（Kimberly Bergalis），伊丽莎白·格拉瑟（Elizabeth Glaser） 和弗雷迪·默丘里（Freddie Mercury）等众多名人合作，迅速地提高了艾滋病在美国公众中的关注度，使得人们对艾滋病的看法发生了根本的转变。
在怀特去世后，大量慈善机构纷纷成立。如1991年建立的“印第安纳大学舞蹈马拉松（Indiana University Dance Marathon）”，专为赖利儿童医院捐款，并于1991年至2008年中共计为赖利医院的儿童集资5百万美元。在1993年的一次采访中，拉里·克拉默（Larry Kramer）（积极从事于同性恋及艾滋病权益保护事业）说道：“我认为小怀特实际上付出了比我们所知的要多得多的努力，来改变人们对艾滋病的看法。而他现在仍然通过它的母亲和姐姐来继续影响着人们：当她们全球各地在演讲时，将带来无语伦比的影响力”。
1992年，怀特母亲建立了瑞恩怀特国家公益基金（Ryan White Foundation）。该基金以提高公众对艾滋病的关注为目的，并重点关注血友病等易感染艾滋病的患者。该基金在90年代比较活跃，平均捐款每年300000美元。但在1997年至2000年中，捐款数额下降了21%，并最终于2000年解体。怀特的母亲在此基础上又建成了艾滋病行动（AIDS Action），另外一个大型的慈善机构。
艾尔顿·约翰创立了艾尔顿·约翰艾滋病基金（Elton John AIDS Foundation），而怀特也成为艾尔顿·约翰数个歌曲中的主角。艾尔顿·约翰还将其歌曲“The Last Song”的收益全部捐献给赖利医院。除此以外，迈克尔·杰克逊也为怀特写作了“Gone Too Soon”以作纪念。流行歌手Tiffany也以歌曲Here in My Heart （页面存档备份，存于）紀念他。（1990年10月發行）

## 外部連結
- 瑞安·懷特官方網站（英文）
- 瑞安·懷特於1981年的採訪實錄 （页面存档备份，存于）（英文）
- 瑞安·懷特生活照 （页面存档备份，存于）（英文）